# 光甘草酚
光甘草酚是一种有机化合物，化学式C
25H
28O
4，属于黄烷酮衍生物，存在于光果甘草（Glycyrrhiza glabra）、胀果甘草（Glycyrrhiza inflata）、苦豆子（Sophora alopecuroides）、山豆根（Euchresta japonica）等植物中。